# A.N.I.M.A.
A.N.I.M.A. - Atassia neuro ipofisaria monolaterale acuta è un film del 2019 diretto da Pino Ammendola e Rosario Montesanti.
Il film è uscito nelle sale cinematografiche italiane il 9 maggio 2019.

## Trama
Anio Modòr è un uomo politico lontano anni luce dal concetto di bene comune, costretto a prendere coscienza delle conseguenze delle proprie azioni e della sua superficialità nel fare politica. Il parlamentare entra in coma e si risveglia in una sorta di inferno laico, la "Zona nera", un vecchio aereo, un Douglas DC-3 (l'aereo del film Casablanca) fermo su un piazzale sotto un fragoroso temporale. Ad accoglierlo due steward che lo costringono a vedere sul monitor dietro ai sedili le tragiche conseguenze di azioni che egli ritiene banali.